# Videlles
Videlles är en kommun i departementet Essonne i regionen Île-de-France i norra Frankrike. Kommunen ligger i kantonen La Ferté-Alais som tillhör arrondissementet Étampes. År 2022 hade Videlles 584 invånare.

## Befolkningsutveckling
Antalet invånare i kommunen Videlles
| Referens: INSEE |